# Pharus-Plan

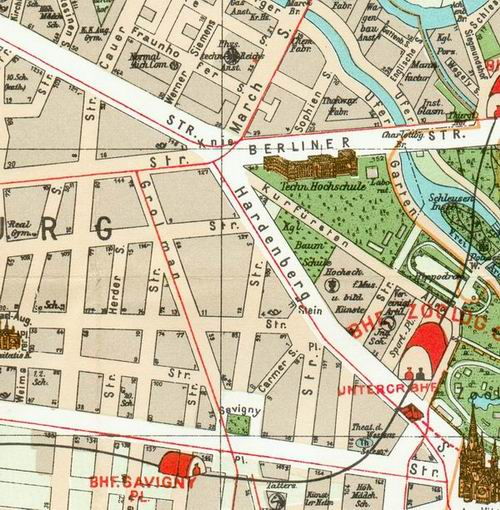
Ausschnitt aus dem Pharus-Plan Berlin von 1902, den Platz Am Knie zeigend

Pharus-Plan war der Markenname, unter dem der 1902 von Cornelius Löwe, Eberhard Löwe und Ernst Knaudt in Berlin gegründete Pharus Verlag übersichtliche Stadtpläne herausgab. 2002, im Jahr seines hundertjährigen Bestehens, übernahm Rolf Bernstengel den gesamten Verlag und führt das Unternehmen fort.

## Geschichte

### Namensgebung
Der Name des Verlags hat seinen Ursprung im Pharos von Alexandria auf der Insel Pharos, einem der sieben Weltwunder. Der Leuchtturm der Insel Pharos zeigte den Seefahrern den Weg, ähnlich wie ein Stadtplan dem Unkundigen den Weg zeigen soll. Eingestreute perspektivische Zeichnungen von Sehenswürdigkeiten in die Pläne waren eine Besonderheit und bewirkten eine bessere Orientierung.

### 1902: Gründung

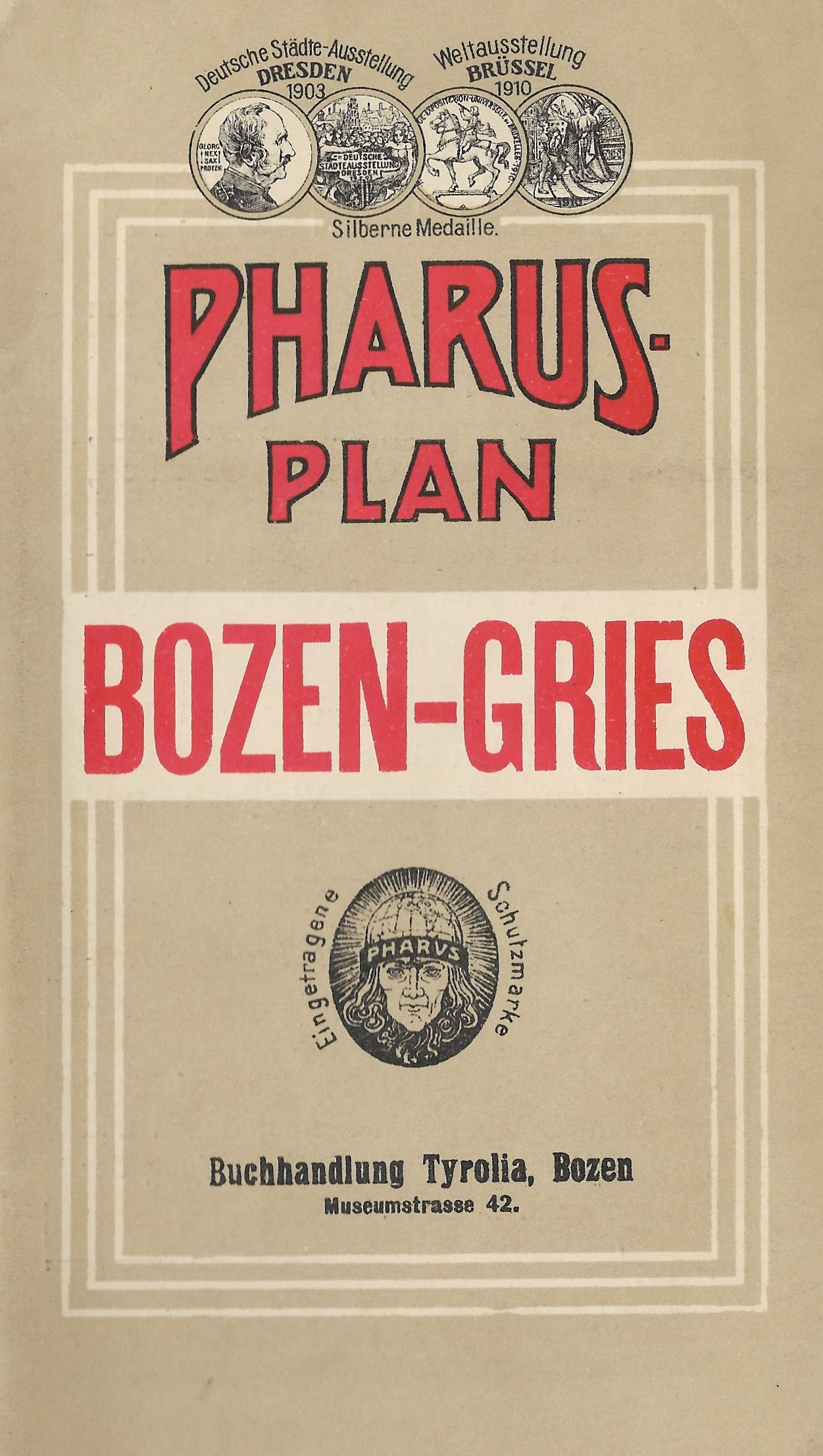
Umschlag des Pharus-Plans für Bozen und Gries von ca. 1910 mit den Dresdner (1903) und Brüsseler (1910) Auszeichnungen

Der erste Verlagssitz befand sich in der Berliner Königin-Augusta-Straße 3 (seit 1947: Reichpietschufer) in der Unteren Friedrichsvorstadt (heute: Bezirk Mitte).

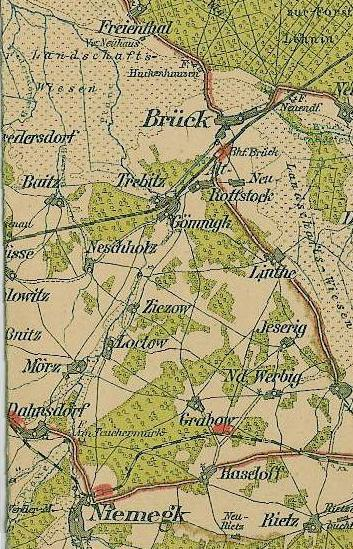
Ausschnitt einer Pharus-Karte von 1903. Stadt Brück mit Dörfern und Umgebung im brandenburgischen Landkreis Potsdam-Mittelmark am Rand der Belziger Landschaftswiesen und des Naturparks Hoher Fläming

Pharus-Pläne wurden für Städte in Deutschland und im europäischen Ausland erstellt. Sie hingen auch als Umgebungskarten auf den Berliner S- und U-Bahnhöfen aus. Auf der Deutschen Städte-Ausstellung in Dresden (1903) erhielt der Verlag eine Silbermedaille für seine technisch vorzüglichen Stadtpläne und wurde 1910 im Rahmen der Teilnahme an der Weltausstellung in Brüssel mit der Bronzemedaille ausgezeichnet.

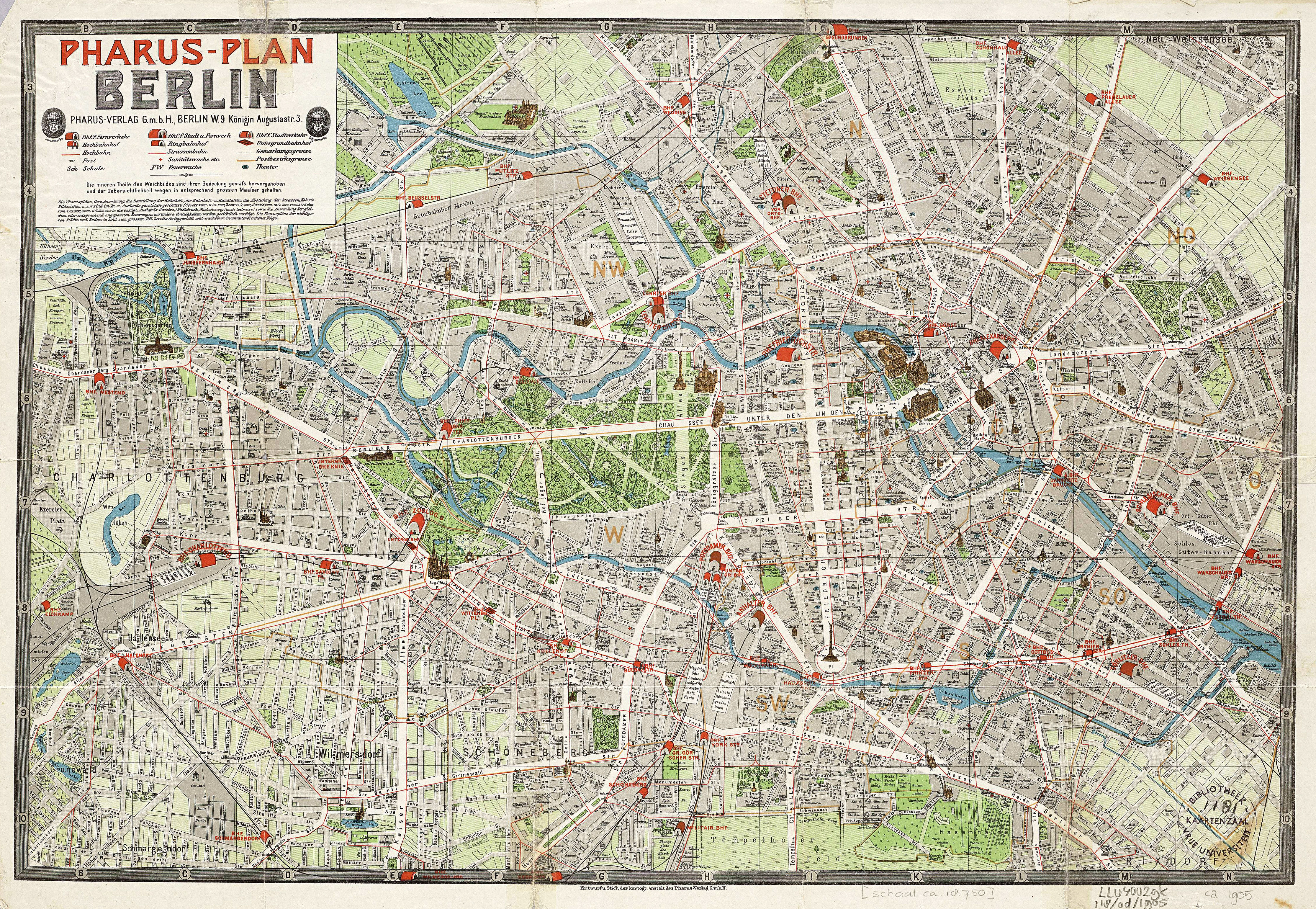
Pharus-Stadtplan von Berlin aus dem Jahr 1905

### 1923: Pläne für sämtliche deutsche Großstädte
Der Verlag war in der Zwischenzeit nach Kreuzberg umgezogen. In der Lindenstraße 3, nahe des Belle-Alliance-Platzes, hatte er nun seinen Hauptsitz. Direktor war noch immer Cornelius Löwe, einer der drei Unternehmensgründer.
Etwa 800 verschiedene Stadtpläne gehörten inzwischen zum Programm, alle deutschen Großstädte, viele Mittel- und zahlreiche Kleinstädte und viele Groß- und Mittelstädte des europäischen Auslands gehörten dazu. Außerdem wurden Wander-, Umgebungs-, Provinz- und Stadtkarten, Spezialpläne offiziellen Charakters (beispielsweise Gerichts- und Baupolizeipläne), Industrie- und Branchenpläne mit Adressbeilagen (des August Scherl Verlags) herausgegeben.
Eine Besonderheit waren Spezialpläne für Firmen zum Aushang und Versand, die beispielsweise für die Berliner Morgenpost (Ullstein Verlag), Siemens und die Reederei Norddeutscher Lloyd hergestellt wurden.
Der Eigentümer der Druckerei Gutenberg, Wilhelm Möller, übernahm ab 1932 den Verlag in mehreren Schritten und druckte danach alle Pharus-Karten und -Verzeichnisse.

### 1939–1956: Zweiter Weltkrieg und erschwerte Tätigkeit in der DDR
Die ersten Jahre nach dem Beginn der Nazi-Herrschaft lief das Verlagsgeschäft auf Hochtouren. Der Hauptsitz des Verlages befand sich 1940 in der Schwedter Straße 263. Im Jahr 1942 übergab Wilhelm Möller die Geschäftsführung des Verlages und der Druckerei an seinen Sohn Heinrich.
Zum Ende des Zweiten Weltkriegs wurden bei einem alliierten Luftangriff im Jahr 1945 die Produktionsmittel vernichtet; erhalten blieben ein Teil der Druckunterlagen und der Kartographie sowie ein Teil des Archivs. Die Produktion begann nach Reparaturen nach Kriegsende unter sowjetischer Besatzung zunächst wieder. 1953 wurde der Verlag Pharus-Plan der Ost-Berliner Treuhandverwaltung unterstellt. 1956 gab die Treuhand das Unternehmen zwar wieder an die alten Gesellschafter zurück, Papierzuteilung und Druckgenehmigungen wurden jedoch verweigert. Heinrich Möller brachte daraufhin die erhalten gebliebenen Unterlagen nach West-Berlin und zog mit dem Verlag nach Berlin-Charlottenburg. Hier wurde der Verlag 1956 wieder angemeldet, die Verlagstätigkeit ruhte allerdings zunächst.

### 1972: Wiederaufnahme der Verlagstätigkeit
Die Verlagstätigkeit wurde 1972 wieder aufgenommen, zunächst mit Fachbuchillustrationen und kartographischen Auftragsarbeiten. Zur 750-Jahr-Feier Berlins kam ein Nachdruck des ersten Pharus-Plans von Groß-Berlin aus dem Jahr 1905 heraus. Weitere Nachdrucke aus dem Archiv des Verlages folgten.

### Nach 1989
Nach der politischen Wende im Jahr 1989 kehrte der Verlag an eine seiner früheren Produktionsstätten in den Berliner Ortsteil Prenzlauer Berg zurück. Zu dieser Zeit trat Rolf Bernstengel in den Verlag ein, modernisierte die Produktion und erweiterte die Kartographie. Als erstes Verlagsprodukt erschien 1993 der Historische Städtekalender Brandenburg, unmittelbar danach ein aktueller Pharus-Plan von Potsdam mit umfangreichem Begleitheft. Seitdem wurde das Verlagssortiment systematisch ergänzt. In Zusammenarbeit mit dem Mauermuseum entstand 1996 der Berliner Stadtplan Wo die Mauer war in einer deutsch- und einer englischsprachigen Auflage.

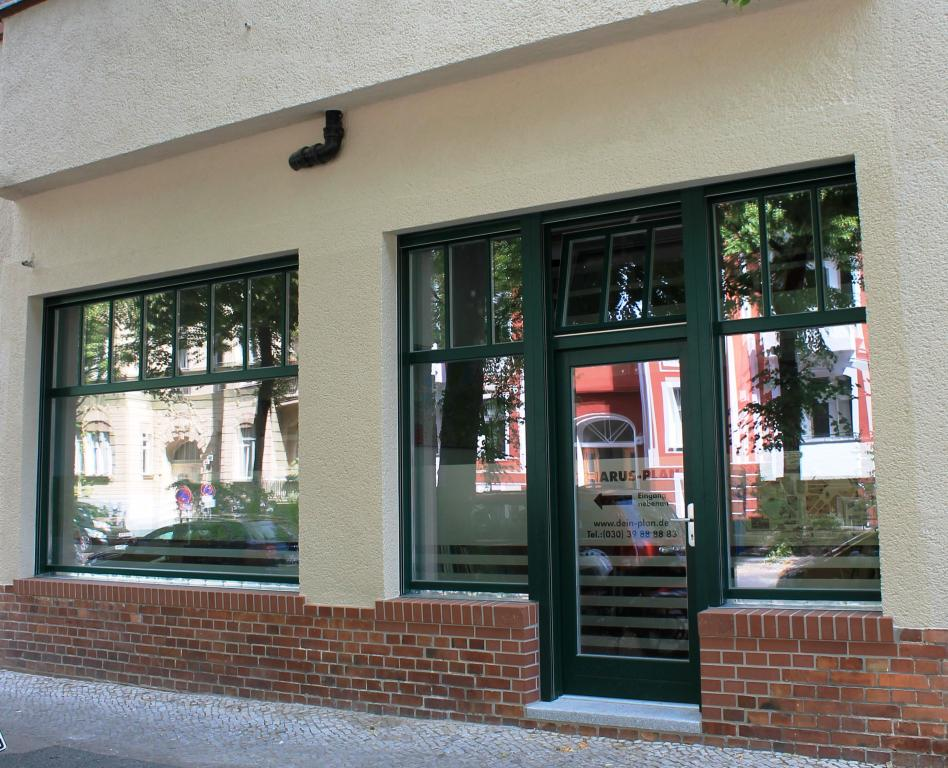
Verlagssitz in der Rubensstraße 107

Zum hundertjährigen Bestehen des Verlags im Jahr 2002 übernahm der Teilhaber Rolf Bernstengel das gesamte Unternehmen. Der Verlag hat seit dem 1. Juli 2013 in der Rubensstraße 107 in Berlin-Schöneberg seinen Sitz, der Standort in Prenzlauer Berg wurde aufgegeben. Der Pharus-Plan wurde zum 1. Dezember 2024 vom Jaron Verlag übernommen.